# 愛媛オレンジバイキングスの選手一覧
愛媛オレンジバイキングスの選手一覧は、愛媛オレンジバイキングスに所属している選手・スタッフの一覧。前身の大分ヒートデビルズおよび大分・愛媛ヒートデビルズに所属していた選手も記載する。

## 歴代ヘッドコーチ
1. ジョワン・オールドハム（2005-2006.1）
2. 桶谷大（2006.1-2008）
3. 小川忠晴（2008-2009）
4. ブライアン・ロウサム（2009-2010）
5. エル・ジェイ・ヘップ（2010-2011.3） 
  1. トニー・ハンソン（2011.3-5、代行）
6. 鈴木裕紀（2011-2015）
7. 梅田智之（2015-2016.1）
8. 河合竜児（2016.1-2017）
9. リチャード・グレスマン（英語版）（2017-2020）
10. 庄司和広（2020-2021.3）
  1. 髙橋哲也（2021.4-6、代行）
11. 間橋健生（2021-2022）
12. 庄司和広（2022-）

## 過去の所属選手

### ヒートデビルズ期のみ在籍
- 栗野譲
- シャノン・ロング
- 末松勇人
- 三友康平
- 金苗祥充
- 提嶋政志
- マイキー・マーシャル
- レナード・ホプキンス
- 陰承民
- ゲイブリエル・ヒューズ
- ジャック・ハートマン
- 島袋脩
- 水町亮介
- ジェイソン・ブラクストン
- ジャスティン・アレン
- 小川忠晴
- クリス・エアー
- アンディー・エリス
- ダカリ・ウォレス
- 与那嶺翼
- デビッド・ライカル
- リオン・ブリスポート
- ジェフリー・プライス
- ジェームス・ウィルキンソン
- レミントン・チャン
- 牧ダレン聡
- 平井崇士
- 君塚大輔
- マイク・ベル
- リッキー・ウッズ
- ラシャード・シングルトン
- ウエリントン・スミス
- 佐藤博紀
- ローランド・ハウエル（英語版）
- 師玉祐一
- 佐藤公威
- タージ・フィンガー（英語版）
- デミアン・ジョンソン
- 青木勇人
- サイラス・テイト
- ザック・アトキンソン
- T・J・カミングス
- ウェンデル・ホワイト
- マット・ロティック
- 澤岻直人
- 波多野和也
- ウィル・プラット
- ピー・ジェイ・アラウォーヤ
- アンドレ・コインブラ
- トーマス・グラナド
- 金井善哲
- 早川大史
- 高田秀一
- ゲイブ・マッカリー
- バーデル・ジョーンズ3世
- デヴォーン・ジャイルズ
- バイロン・アレン
- 梅宮学
- 清水太志郎
- 大城弘樹
- 高松勇介
- 坂東玲央
- 奥本友人
- ケレン・ソーントン
- ディミトリー・マッケイミー（英語版）
- トッド・オブライエン（英語版）
- ドリュー・バーラム
- トラビス・デロチョウスキー
- 米倉貴之
- 高倉佑貴
- 飯島康夫
- 原毅人
- 天貴涼太
- 和田幸己
- パトリック・サイモン

### オレンジバイキングス
- 泉秀岳（2016.10-2016.11）
- レミ・バリー（英語版）（2016.10-2016.11）
- 田中亮（2013-14、2016-2017)[1]
- 伴晃生（2015-2017）[1]
- 中島良史（2016-2017）
- クレイグ・ウィリアムス・ジュニア（英語版）（2016-2017）
- ジョシュア・クロフォード（2016-2017）
- ローレンス・ブラックレッジ（2016.11-2017）
- 安部瑞基（2017.1-2017）
- 赤土裕典（2017.2-2018）
- 冨岡大地（2017-2018）
- ニカ・ウィリアムズ（2017-2018）
- コナー・クリフォード（2017-2018）
- 岡本将大（2015-2019）[1]
- 加藤悠三（2016.1-2019）[1]
- 矢代雪次郎（2017-2019）
- 小原良公（2018-2019）
- 堤啓士朗（2018-2019）
- 藤田浩司（2018-2019）
- コーリー・ジョンソン（2018-2019）
- ラキーム・ジャクソン（2018.11-2019）
- クリス・ブレディ（2019-2019.12）
- 楯昌宗（2017-2020）
- 松井陸（2019-2020）
- 速井寛太（2019-2020）
- 笠原太志（2016-2020）
- ブライアン・ヴォールケル(2019.12-2020）
- プイ・エリマン（2019-2020）
- チェハーレス・タプスコット（2015-2018、2019-2020）[1]
- 長谷川武（2020.9-11短期契約）
- 岡田泰希（2019、2020、2021特別指定）
- 高畠佳介（2018-2021）
- 伊集貴也（2019-2021）
- ペリー・エリス（2020-2021）
- ライアン・ステファン（2020-2021）
- 山田友哉（2020-2021）
- 小澤智将（2020-2021）
- 大﨑翔太（2020-2021）
- 宇都宮陸（2022特別指定）
- 山本柊輔（2021-22）
- 俊野達彦（2015-2018,2019-2022）[1]
- 城宝匡史（2021-22）

## 注
1. 1 2 3 4 5 6  ヒートデビルズ期にも在籍